# Lennart van der Linden
Lennart Pieter van der Linden (Rotterdam, 4 november 1983) is een Nederlands politicus. Hij is partijleider van de lokale partij Echt voor Barendrecht en sinds 7 april 2022 wethouder van Barendrecht. Ook was hij van 2019 tot 2023 Eerste Kamerlid. Hij was in de landelijke politiek van 2018 tot 2020 aangesloten bij Forum voor Democratie en sinds 2020 bij JA21.

## Politiek

### Echt voor Barendrecht (2014–heden)
Van der Linden was onder andere penningmeester bij de lokale voetbalclub BVV Barendrecht en kwam in die positie in contact met de lokale politiek. In de periode van 2014 tot 2018 was hij wethouder in Barendrecht voor de lokale partij Echt voor Barendrecht (EVB). Van der Linden behaalde als lijsttrekker van die partij tijdens de gemeenteraadsverkiezingen van 21 maart 2018 44,67% van de stemmen en werd daarmee de grootste partij binnen de gemeente. EVB werd echter buiten de coalitie gehouden door de andere partijen en werd met 14 van de 29 zetels de enige oppositiepartij. Tijdens de gemeenteraadsverkiezingen van 16 maart 2022 was Van der Linden wederom lijsttrekker van Echt voor Barendrecht. Tijdens deze verkiezingen kreeg EVB 59,6% van de stemmen. De partij heeft hierdoor met 20 van de 29 zetels een absolute meerderheid in de gemeenteraad van Barendrecht. Van der Linden werd op 7 april 2022 als wethouder en eerste locoburgemeester geïnstalleerd.

### Forum voor Democratie (2018–2020)
Van der Linden, afgestudeerd en ruim twaalf jaar werkzaam geweest in de accountancy en control, werd op 11 juni 2019 geïnstalleerd als senator in de Eerste Kamer toen Forum voor Democratie twaalf zetels haalde bij de Eerste Kamerverkiezingen van 2019. Van der Linden stond als kandidaat nummer acht op de kandidatenlijst.
Hij was vicevoorzitter van de Forum-fractie en werd op 24 november 2020 partijvoorzitter (a.i.) na het aftreden van Thierry Baudet. Nadat laatst genoemde een bindend referendum won om weer als partijleider aan de slag te gaan, maakte Van der Linden bekend uit het bestuur te stappen en zich te beraden over zijn toekomst bij de partij. Op 9 december 2020 werd bekend dat Van der Linden zijn FVD-lidmaatschap had opgezegd en uit de Eerste Kamer-fractie zou stappen. Hij bleef wel lid van de Eerste Kamer en sloot zich aan bij de Fractie-Nanninga (destijds Fractie-Van Pareren).

### JA21 (2020–heden)
Op 24 december 2020 werd bekend dat Van der Linden, samen met zes andere opgestapte FVD'ers, zich aan zou sluiten bij de nieuwe partij van oud-FVD prominenten Joost Eerdmans en Annabel Nanninga; JA21. Na de Eerste Kamerverkiezingen 2023 verliet Van der Linden de Eerste Kamer.
- Parlement.com: vkwtf98jvztq